# Pontecorvo
Pontecorvo là một đô thị thuộc tỉnh Frosinone trong vùng Latium nước Ý. Đô thị này có diện tích 88 km², dân số 13.230 người (cuối năm 2004).
Đô thị này có làng trực thuộc: San Oliva.
Đô thị này giáp các đô thị sau: Aquino, Campodimele, Castrocielo, Esperia, Pico, Pignataro Interamna, Roccasecca, San Giovanni Incarico.